# Курно
Ку̀рно (на италиански: Curno; на ломбардски: Cüren, Кюрен) е градче и община в Северна Италия, провинция Бергамо, регион Ломбардия. Разположено е на 244 m надморска височина. Населението на общината е 7567 души (към 2017 г.).